# صالح قحطان
صالح موشي قحطان (ديسمبر 1893 - 6 أغسطس 1971) محامي وسياسي عراقي. وُلد في بغداد ودرس فيها ونال شهادة مدرسة الحقوق عام 1912. عمل مترجماً في القنصلية الروسية، ثم مميزاً  في وزارة البريد والبرق العثمانية في إسطنبول. عاد إلى بغداد عام 1921 وعُيّن مستشاراً قانونياً في وزارة المالية، ثم استقال لممارسة المحاماة وإدارة أملاكه الخاصة. أصبح مستشاراً قانونياً لعدد من المصارف والمؤسسات المالية. انتُخب نائباً عن بغداد بين 1939 و1943. له مقالات قانونية نشرت في الصحف العراقية. وقد ارتبط بعلاقات اجتماعية متينة مع رجال عصره، من بينهم محمود صبحي الدفتري وأحمد الراوي وغيرهما الكثير.

## سيرته
ينتمي إلى أسرة بغدادية قديمة. أصل أسرته من يهود اليمن، وقد سُمّيت بـ«قحطان» وانتقلت إلى بغداد منذ عهد بعيد. من أبنائها المعروفين يوسف قحطان، الذي شغل منصب رئيس الطائفة الموسوية في بغداد لفترة قصيرة عام 1745، ولها صلات قرابة مع أسرة دانيال.
هو صالح بن موشي بن يامين قحطان،  وُلد في بغداد في ديسمبر (كانون الأول) 1893، ودرس في مدارسها منها مدرسة الأليانس، وتعلّم عدة لغات منها التركية والفارسية والألمانية والإنكليزية والفرنسية والعبرية، إلى جانب لغته العربية. انتمى إلى مدرسة الحقوق عند تأسيسها عام 1908 (كلية الحقوق بجامعة بغداد حالياً)، ونال شهادتها عام 1912. وفي الوقت نفسه، عمل مترجماً في القنصلية الروسية العامة. في عام 1913، سافر إلى إسطنبول وعُيّن مميزاً في وزارة البريد والبرق العثمانية.
ارتبط صالح قحطان بصداقة قوية مع محمود صبحي الدفتري منذ أيام الدراسة. وقد روى الدفتري، الذي رافقه في إسطنبول خلال الحرب العالمية الأولى، أن قحطان تم إعفاؤه من الخدمة العسكرية في الجيش العثماني نظرًا لأهمية وظيفته في وزارة البريد، وكان يتعين عليه كل عام مراجعة ضابط التجنيد لتجديد دفتر إعفائه.
عاد صالح قحطان إلى بغداد في خريف عام 1921 عبر مصر، وبعد فترة وجيزة عُيّن مستشاراً قانونياً في وزارة المالية بتاريخ 2 مارس (آذار) 1922، وظل في هذا المنصب لما يقارب سبع سنوات. بعد ذلك استقال لممارسة المحاماة وإدارة أملاكه الخاصة، كما تولى الاستشارة القانونية لعدد من المؤسسات المالية، من بينها المصرف الشرقي. 
انتُخب نائباً عن بغداد في يونيو (حزيران) 1939، وشغل هذا المنصب حتى حزيران 1943.
وصفه الكاتب العراقي مير بصري قائلاً: «كان فاضلاً، حسن الدعابة، لطيف المعشر، صريح الرأي، لا تأخذه في الحق لومة لائم... كان صالح قحطان صديقاً كريماً صحبته أعواماً طويلة وأفدت من علمه وفضله...» وقد ذكر مير بصري العديد من القصص والحكايات الطريفة عن حياة صالح قحطان في كتابه أعلام اليهود في العراق الحديث.
توفي صالح قحطان في بغداد يوم 6 أغسطس (آب) 1971.

## آثاره
كتب صالح قحطان عدداً من المقالات القانونية، من بينها بحثه حول التشريع التجاري في العراق، الذي نُشر في مجلة غرفة بغداد عام 1941. كما وثّق معظم خطبه البرلمانية، وغالبيتها تناولت مجالات اختصاصه القانوني. إلى جانب اهتمامه بالقانون، كان صالح قحطان مولعاً بالأدب الإنجليزي، وركز على دراسة أعمال ويليام شكسبير، وكتب عنه عدة بحوث مستفيضة باللغة الإنجليزية، التي أتقنها ومارس الكتابة بها.كان صالح قحطان قارئاً للفلاسفة والمفكرين اليونانيين القدماء، وخصوصاً الفلاسفة الرواقيين، كما اهتم بأعمال الفيلسوف ماركوس أوريليوس، مؤلف كتاب التأملات.